# 셀레네 2호
셀레네 2호(영어: SELENE-2(Selenological and Engineering Explorer 2), /ˈsɛl[미지원 입력]niː/)는 궤도선, 착륙선, 탐사차로 구성된 일본의 우주 탐사선이다. 셀레네의 후속 탐사선으로써 2020년대에 발사될 예정이다.

## 궤도선
궤도선의 중량은 700 kg일 예정이다.

## 착륙선
착륙선의 중량은 1,000 kg일 예정이다. 200 kg 의 페이로드를 탑재할 수 있다. 탐사 임무는 약 2주간 지속된다.

## 탐사차
탐사차의 중량은 100 kg일 예정이다. 탐사 임무는 약 2주간 지속된다. 실험 장치 중 하나는 대한민국에서 제작할 예정이다.

## 통합
2006년 JAXA가 연구했던 한 계획은 작은 데이터 중계 위성 여러 개를 한 임무로 통합해 발사하는 내용이었다.

## 같이 보기
- 제13호 과학위성 히텐
- LUNAR-A
- 월주회위성 카구야
- SLIM